# Så många frågor, Luna!
Så många frågor, Luna! (portugisiska: O Show da Luna!) är en brasiliansk animerad tv-serie skapad och regisserad av Célia Catunda och Kiko Mistrorigo och producerad av TV Pingüim, som hade premiär den 13 oktober 2014, på Discovery Kids. Serien sändes på SVT Barn i Sverige.

## Handling
Handlingen kretsar kring huvudpersonen Luna, hennes lillebror Jupiter och deras husdjursiller Clyde. Varje avsnitt är baserat på en fråga eller ett problem som ställts av flickan. serien söker ett svar på den ställda frågan. Den fantasifulla processen för de tre karaktärerna används samtidigt när de interagerar i undersökningen.

## Karaktärer
- Luna: En sexårig tjej som älskar vetenskap och tror att jorden är ett enormt laboratorium där hon kan upptäcka många intressanta fakta. Hon har svarta hårstrån och bär en mörkblå klänning med skärp, vita strumpor och ett par glänsande svarta stövlar.

- Jupiter: Han är Lunas lillebror. Han är 4 år gammal och har alltid en magisk förklaring till vetenskapens mysterier.

- Clyde: En semi-antropomorf husdjursiller som alltid följer med Luna på hennes vetenskapliga undersökningar och äventyr. Även om han är perfekt kapabel att tala och uttrycka alla sina känslor och idéer under låtsaslek, gör han sig själv förstådd i den verkliga världen endast genom gester, uttryck, grymtningar och söta små ljud.